# همشاگردی‌ها
همشاگردی‌ها یک مجموعه تلویزیونی ایرانی محصول سال ۱۳۷۷ به نویسندگی و کارگردانی احمد نجیب‌زاده و مسعود شامحمدی است که از شبکه یک پخش شد.

## بازیگران
- علی نصیریان
- مهدی فتحی
- پروانه معصومی
- همایون ارشادی
- نادیا دلدار گلچین
- سهیلا عزیزی
- رضا فیاضی
- جمشید گرگین
- رضا ژیان
- شبنم مقدمی
- آرش فرازمند
- آرش نادی
- اسدالله یکتا
- ایمان سعادت طلب
- ایمان شریفیان
- بهرنگ توفیقی
- بهروز مقدم
- بهنام علائی
- پانیز یوسف زاده
- پدرام ملارفیع
- پوریا رضائیان
- صادق جوادی نیا
- علی آذری
- علی اصغر شریفیان
- غلامرضا فرامرزیان
- کیوان محمودنژاد
- گلچهره دانش
- مازیار شریفیان
- محمد سیدمحمدموسوی
- محمدرضا حیدری
- محمدرضا رحیم زاده
- محمدرضا عشقی
- محمدرضا کریمی
- مهبد توانائیان
- میلاد شریفیان
- وحید فیروز
- هانیه مرادی
- هومن درستکار
- هومن سالمی
- بیژن قیطرانی